# Bojoko
 (juin 2025).
 (juin 2025).
Bojoko est un site web fondé en 2017, spécialisé dans la comparaison de casinos en ligne. Il s'adresse principalement aux marchés du Royaume-Uni et du Canada. L’entreprise est d’origine finlandaise et a été créée par Toni Halonen, Joonas Karhu et un groupe d’experts du secteur de l’iGaming,.

## Histoire
Bojoko.com a été lancé en 2017 par Toni Halonen, Joonas Karhu et 11 autres professionnels du secteur, basés en Finlande et à Malte. Le projet visait à répondre à un besoin identifié dans l'industrie du jeu en ligne: offrir une plateforme permettant aux joueurs de comparer les casinos sur la base de critères objectifs et transparents. Le site adopte un modèle communautaire où les utilisateurs peuvent consulter des évaluations, laisser des avis et filtrer les options disponibles selon leurs préférences,.
Le site s’est développé à l’international, avec une présence notable au Royaume-Uni et au Canada.

### Acquisition par North Star Network
En février 2025, Bojoko a été acquis par le groupe français North Star Network, spécialisé dans les médias numériques sportifs. L'acquisition comprend tous les actifs de Bojoko et a été conclue avec un paiement initial et des compléments conditionnels basés sur les performances futures. Cette opération marque l'entrée de North Star Network dans le secteur des casinos en ligne,.

## Jeu responsable
Bojoko reconnaît l’importance du jeu responsable et fournit des ressources pour aider les joueurs. Le site informe sur les pratiques des casinos, les outils de jeu responsable, et guide les joueurs pour reconnaître et traiter les comportements de jeu problématiques. De plus, Bojoko.com collabore avec des organisations de soutien et des autorités reconnues pour promouvoir un environnement de jeu sûr et sain,.

## Récompenses et distinctions
Bojoko.com a été salué au sein de l’industrie du jeu pour son approche innovante et son engagement en faveur de la transparence. Le site a été régulièrement nommé et a remporté plusieurs prix prestigieux du secteur.
Liste des récompenses remportées par Bojoko:
- MiGEA Excellence Awards : Meilleur fournisseur de technologie et média iGaming (2024)[21]
- iGaming Idol : Meilleure société d’affiliation de l’année (2023)[22]
- MiGEA Excellence Awards : Meilleure société d’affiliation de Malte (2022)[23]
- MiGEA Excellence Awards : Meilleur fournisseur de technologie et média iGaming (2021)[24]
- EGR Nordics Virtual Awards : Affilié de l’année (2021)[25]
- EGR Operator Virtual Awards : Affilié casino de l’année (2020)[26]